# بالارات ایست، ویکتوریا
بالارات ایست (به انگلیسی: Ballarat East) یک منطقهٔ مسکونی در استرالیا است که در City of Ballarat واقع شده‌است.